# 山根真治郎
山根 真治郎（やまね しんじろう、1884年〈明治17年〉9月30日 - 1952年〈昭和27年〉7月10日）は、日本のジャーナリスト。『国民新聞』、『東京新聞』などで、記者、編集者として活動し、日本最初の本学的なジャーナリスト教育組織としての新聞学院（1932年 - 1942年）を創設して学院長を務めた。

## 経歴
山口県玖珂郡玖珂町（後の岩国市の一部）に生まれる。商人の家の長男であったが、父親の投資の失敗で家は没落したという。
郷里にいた頃から、下関の新聞社に寄稿するなどしていたが、1901年に単身で大阪へ移り住み、泰西学館に学びながら、大阪万朝報社の校閲の仕事などを経験した。
山根は、泰西学館卒業後に徒歩で上京し、皿洗いなどしながら学資を確保1907年に中央大学法学部を1期生として卒業、奥田義人の推薦を得て『時事新報』記者となり、1910年に『中央新聞』へ移って、程なくして社会部長を務め、1914年には『国民新聞』へと転じた。『国民新聞』では、相撲記者としての活動もあり、山根の名は回向院の「角力記者の碑」に残されている。
1924年に『国民新聞』編集局長となり、以降、1925年に東京各新聞社編集局長会座長として新聞紙法改正に関わり、1926年に日本放送協会理事、日本新聞聯合社理事、1928年に日本新聞協会理事など、新聞業界の様々な役職を歴任する。1931年に日本新聞協会附属新聞学院学院長となり、翌1932年から1942年まで学院の運営にあたった。学院長であった山根は、新聞学院の『学報』にジャーナリズムや、新聞法制に関する論文をしばしば寄稿した。
この間、1933年には、『国民新聞』を副社長で退社し、新聞の現場をいったん離れる形となった。
新聞学院長を退任後は、1942年に『中部日本新聞』編集顧問、1943年に『東京新聞』常務理事編集局長となった。1944年には、朝日新聞の新人記者だったころに新聞学院で学んだ康治郎を娘婿として養子に迎えた。
戦後は、1946年に東京新聞を退社し、日本新聞協会の法制委員会委員となり、その後も、1947年に東京タイムズ相談役、1948年に徳島新聞顧問となった。1948年には、慶應義塾大学で非常勤講師として教鞭を執った。また、1947年第1回参議院議員通常選挙に全国区から民主党公認で立候補したが落選した。

## 見解
山根は、関東大震災から15年後の1938年に刊行した『誤報とその責任』の中で、誤報の原因のひとつとして「風説」について論じる中で、朝鮮人が暴動を起こしているとする大震災当時の虚報に言及し、「常軌を逸した誤報を重ねて」いたと当時の報道を評している。
戦時中の1944年7月、東條内閣に代わって小磯内閣が成立し、緒方竹虎が国務大臣として入閣して、言論人として初めての情報局総裁となった際には、「情報宣伝の主管者になったことに大きな意義」があると評した。
戦後、新聞の戦争責任が議論される中、山根は戦時中の言論統制や用紙統制、右翼の襲撃などを挙げて、新聞に責任はないと言い切り、総懺悔的な議論より、真の戦争責任者の追及を優先すべきだと論じた。

## 著書
- 『黎明以前の群衆』民友社、1920年2月。 NCID BA33845966。全国書誌番号:43029764。
- 『新聞紙法制』啓成社、1929年10月。 NCID BN13368221。全国書誌番号:47003340。
  - 「新聞紙法制」『言論統制文献資料集成』 第2巻、奥平康弘監修、日本図書センター、1991年10月。 NCID BN06958826。全国書誌番号:92003322。
- 『誤報とその責任』新聞学院、1938年11月。 NCID BA40293564。全国書誌番号:44004412 全国書誌番号:46054383。
- 『新聞記事の取材と表現』日本新聞協会、1939年11月。 NCID BA71002702。全国書誌番号:46059762。
  - 『新聞記事の取材と表現』（増補再版）日本新聞協会、1941年6月。 NCID BA63733939。全国書誌番号:46000692。

## 関連文献
- 山根康治郎『山根真治郎』徳島新聞社、1955年。 - 遺稿集
- 山根雄一郎『山根真治郎：遺稿・書簡・年譜』山根雄一郎、2022年。遺稿集 全国書誌番号:23756970
- 山根雄一郎『山根真治郎　年譜』山根雄一郎、2019年 伝記 全国書誌番号:23317354
- やまね よしみ『新聞の鬼 山根真治郎 ―ジャーナリスト養成の祖「新聞学院」をつくった男―』文芸社、2013年3月1日。
- やまね よしみ、四方康行『新聞の鬼 山根真治郎 資料集』クリエイティブ・ワイツー、2015年。
- 『国政選挙総覧：1947-2016』日外アソシエーツ、2017年。